# Fantasmagorie
Fantasmagorie è un film d'animazione francese del 1908 diretto da Émile Cohl. È uno dei primissimi esempi di animazione tradizionale, considerato dagli storici del cinema come il primo cartone animato della storia.

## Trama
Consiste sostanzialmente nella proiezione di una figura stilizzata che si muove incontrando una serie di oggetti che mutano come ad esempio una bottiglia di vino che si trasforma in un fiore. Vi è anche una parte girata dal vivo in cui entrano in scena le mani dell'animatore. I personaggi principali del cartone animato sono un clown e un gentleman.

## Produzione
Cohl lavorò su "Fantasmagorie" da febbraio fino a maggio-giugno del 1908. Nonostante la brevissima durata del prodotto, il cartone è stato confezionato con materiale messo a punto nello stile del "flusso di coscienza".
Il film fu creato disegnando ogni singolo frame su carta, successivamente ripreso in negativo affinché desse la sensazione di un disegno tracciato alla lavagna.
Il risultato finale contava 700 disegni, ognuno dei quali mostrato due volte, per una durata totale di circa un minuto e 20 secondi (proiettato a 18 fps). Fu preso in prestito da J. Stuart Blackton l'effetto "chalk-line". Blackton e Cohl inoltre riutilizzarono alcune tecniche di Georges Méliès come la "stop trick".
Il film, con tutte le sue continue trasformazioni, è un omaggio al dimenticato "movimento incoerente". Il titolo è invece un riferimento al "fantasmograph", una variante di metà Ottocento della lanterna magica, con cui si proiettavano immagini che si muovevano sulle pareti.

## Distribuzione
Il film fu distribuito il 17 agosto 1908.